# Flagge Bruneis
Die Flagge Bruneis wurde am 29. September 1959 eingeführt.

## Beschreibung und Bedeutung

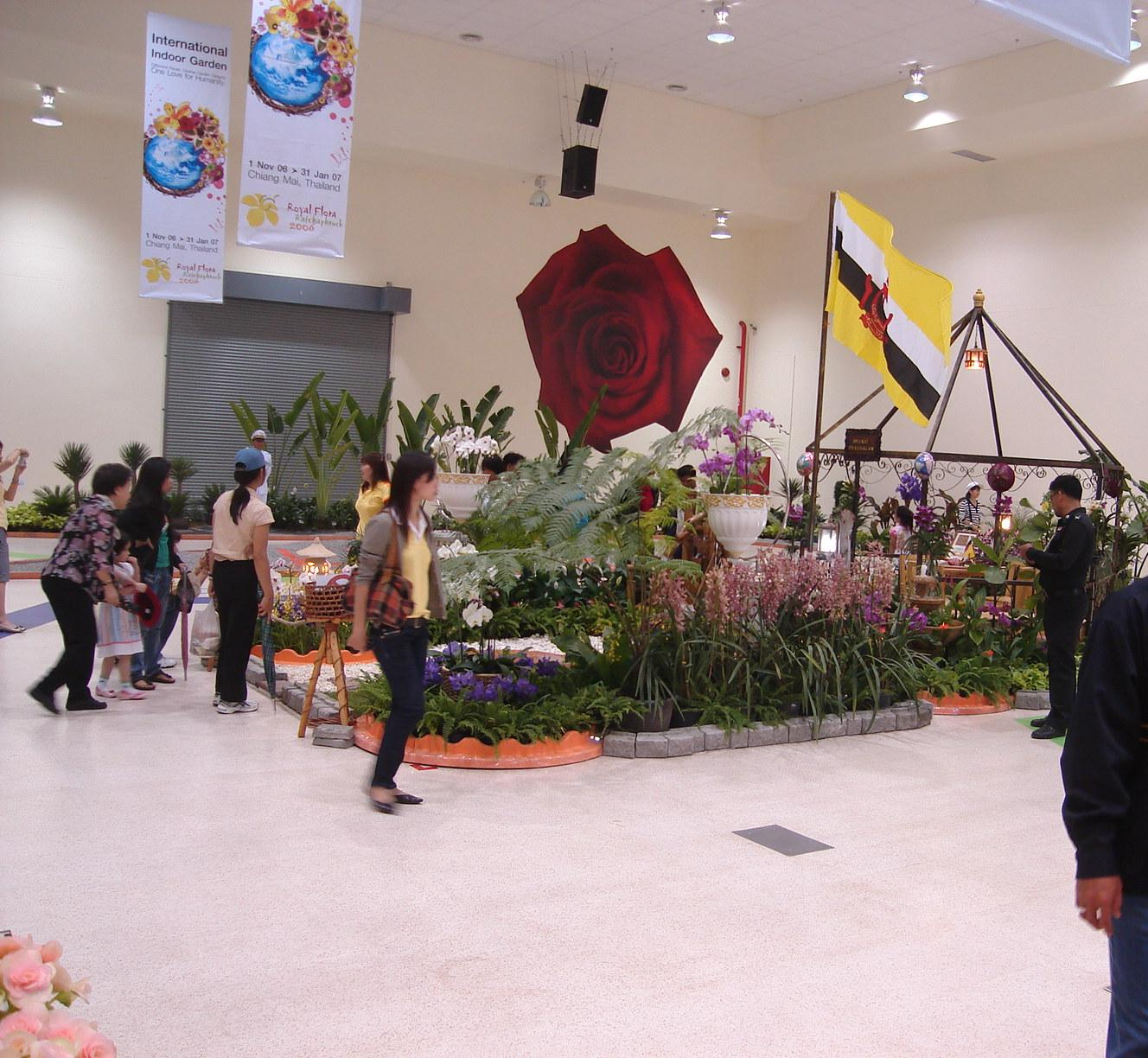
Die Flagge Bruneis bei einer Ausstellung

Die Nationalflagge ging aus einer rein gelben Sultansfahne hervor. 1906 wurden der schwarze und der weiße Streifen eingefügt, sie stehen für die führenden Wesire Pengiran Bendahara und Pengiran Pemanscha. Zur Verfassungseinführung am 29. September 1959 setzte man das rote Hoheitszeichen hinzu.
Per Gesetz stehen die Breite des weißen zu dem schwarzen Streifen in dem Verhältnis 17:15, das heißt, der weiße Streifen ist etwas breiter.

## Geschichte

Flagge vor 1906
Flagge von 1906 bis 1959

## Weitere Flaggen
Von 1984 bis Ende der 1990er Jahre führte die Seekriegsflagge Bruneis zusätzlich ein schmales, dunkelblaues Kreuz.

2:3  Kriegsflagge zu Land
1:2  Seekriegsflagge
1:2 Standarte des Sultans